# Albert Aufschläger

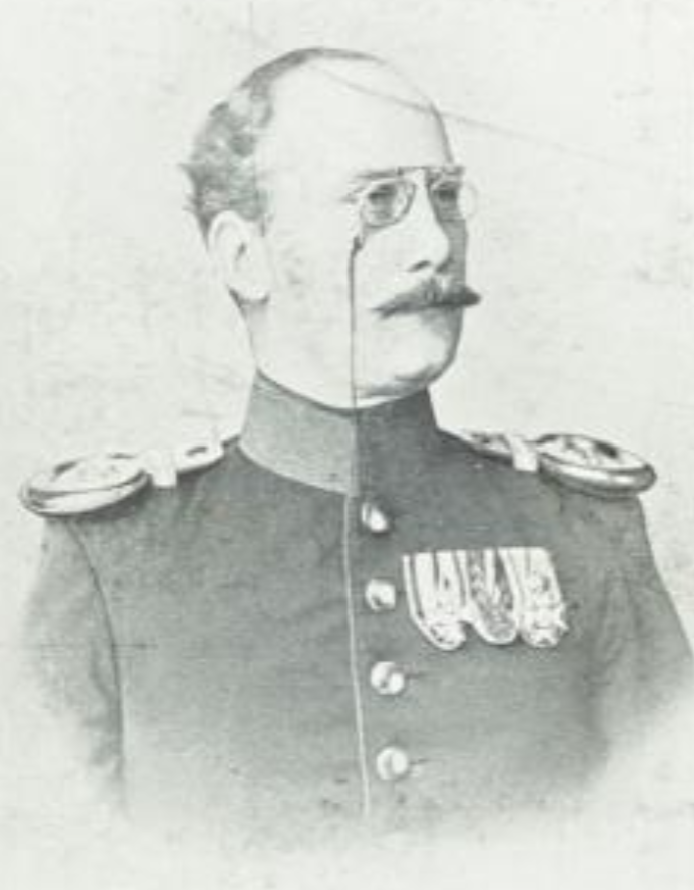
Albert Aufschläger

Philipp Albert Aufschläger (* 11. Juli 1847 in Jahnishausen; † 10. Januar 1932 in Kötzschenbroda) war ein sächsischer Generalmajor.

## Leben
Albert Aufschläger war Sohn des Hofgärtners Bernhard Aufschläger und Bruder des Sprengstoffchemikers Gustav Aufschläger. Er besuchte die Dreikönigschule in Dresden-Neustadt und erwarb im Ostern 1863 das Zeugnis der Reife. Er trat 1868 als Avantageur in das Pionier-Bataillon Nr. 12 der sächsischen Armee ein und wurde am 9. Dezember 1868 zum Leutnant befördert. Er verblieb die weiteren Jahre im Bataillon und erlebte die Beförderung zum Oberleutnant im Jahr 1876. 1881 wurde er in den sächsischen Generalstab berufen und unter Beförderung zum Hauptmann am 1. April 1881 bis 1882 beim Generalkommando verwendet. Anschließend wirkte er bis 1885 beim Großen Generalstabe in Berlin. Nach Rückkehr in den Truppendienst am 18. April 1885 diente er als Kompaniechef beim Infanterie-Regiment „König Wilhelm II. von Württemberg“ (6. Königlich Sächsisches) Nr. 105. Am 16. September 1891 wurde er zum überzähligen Major befördert und beim 4. Infanterie-Regiment Nr. 103 verwendet. Er wurde 1892 als Eisenbahnlinienkommissar verwendet und blieb bis 1895 in dieser Position. Nach erneuter Rückkehr in den Truppendienst wurde er als Bataillonskommandeur beim 1. Königlich Sächsischen Leib-Grenadier-Regiment Nr. 100 verwendet und in dieser Eigenschaft mit dem Ritterkreuz I. Klasse des sächsischen Verdienstordens ausgezeichnet. Am 20. Juni 1896 avancierte er zum Oberstleutnant und wurde als etatsmäßiger Stabsoffizier beim 10. Infanterie-Regiment Nr. 134 verwendet. Nach weiterer Beförderung zum Oberst am 26. März 1899 wurde er Regimentskommandeur des 14. Königlich Sächsischen Infanterie-Regiment Nr. 179, wobei er aber schon am 29. März 1900 unter Genehmigung seines Abschiedsgesuches zur Disposition gestellt wurde. Im Ruhestand war er in mehreren Aufsichtsräten vertreten, darunter der Riesaer Bank AG.
Nach Ausbruch des Ersten Weltkrieges wurde Oberst a. D. Aufschläger reaktiviert und als Kreischef in Belgien verwendet. Ihm wurde dabei im August 1915 der Charakter eines Generalmajors verliehen.
Im Mai 1880 heiratete er Laura Katharina Förster.

## Werke
- Das königlich Sächsische 6. Infanterie-Regiment Nr. 105 und seine Stammtruppen (mit Johannes Anton Larrass). Höckner, 1891